# Philodendron applanatum
Philodendron applanatum är en kallaväxtart som beskrevs av Graziela Maciel Barroso. Philodendron applanatum ingår i släktet Philodendron och familjen kallaväxter. Inga underarter finns listade.